# Biwa (instrument)
Pour les articles homonymes, voir Biwa.
Le biwa (琵琶) est un instrument de musique à cordes traditionnel japonais. C'est un luth à manche court dérivé du pipa (琵琶) chinois, dont il a conservé le nom, et a lui-même probablement dérivé du barbat persan. Les plus anciens instruments conservés datent du VIIIe siècle, époque de l'apport de la culture chinoise au Japon. La ressemblance de la forme du plus grand lac du Japon avec cet instrument a inspiré le nom de ce lac, le lac Biwa (琵琶湖). Il est l'instrument de la déesse Benten.

## Lutherie

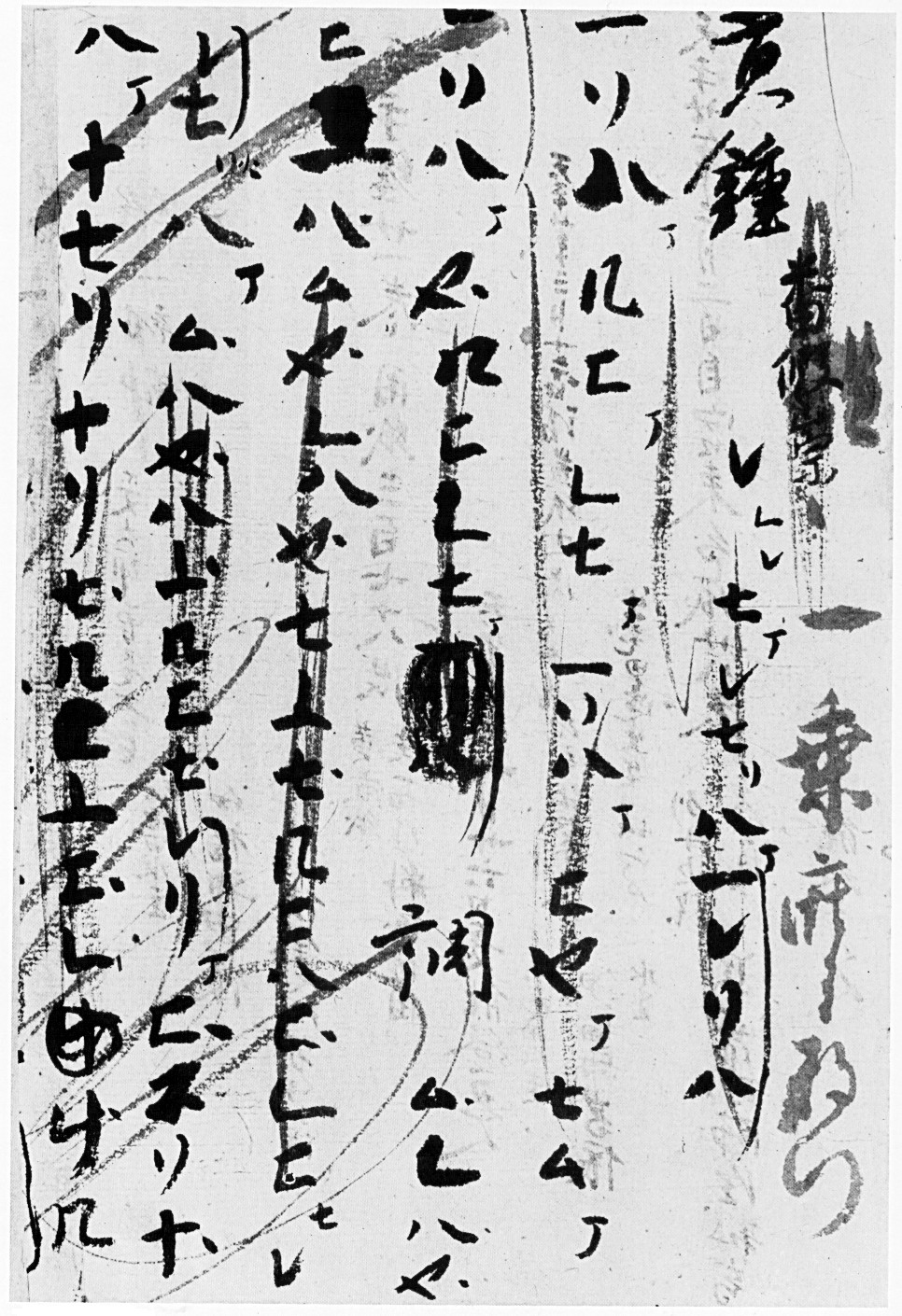
(vers 738 ap. J.-C.) (748, Tenpyō 19 selon le Nihon ongaku daijiten, (Encyclopédie de la musique japonaise), Hirano Kenji, Kanmisangō et alii, Heibonsha, Tokyo, 1989, p. 294. Partition manuscrite de la, musique pour biwa (Shōsō-in, Nara, Japon).

Le corps est entièrement taillé dans un seul bloc de bois dur, piriforme (très rare, provenant d'une seule montagne au Japon) scindé en deux pour être évidé, puis collé. Le manche n'est que le prolongement du corps et comporte quatre ou cinq frettes inamovibles et hautes de deux ou trois centimètres, taillées de sorte que les cordes en soie émettent une vibration appelée sawari (comme pour le shamisen, rappelant les sonorités du sitar indien) à leur contact. La tête est presque à angle droit comme pour le oud, avec des chevilles traditionnelles imposantes. Le chevalet est imposant et massif. On incruste traditionnellement des morceaux d'ivoire ou d'argent sur la table d'harmonie. Le corps, le manche et la tête sont trois pièces de bois qui s'emboîtent (comme d'autres instruments japonais, dont le shamisen).

## Les six types de biwas
- Période classique :
  - gagaku biwa (雅楽琵琶?) ou gakubiwa (楽琵琶?) : à quatre cordes et quatre frettes, utilisé dans la musique impériale, le gagaku. Le plectre est petit, fin et très dur (ivoire) ;
  - mōsō biwa (盲僧琵琶?) : à quatre cordes (mi – si – mi – la) et quatre frettes, utilisé pour les mantras bouddhistes. Il en existe des versions à cinq et six frettes accordées différemment. Le plectre est variable.

- Période Edo :
  - Heike biwa (平家琵琶?) : à quatre cordes (la – do – mi – la) et cinq frettes, utilisé pour accompagner l'épopée Heike Monogatari ; on parle alors de heikyoku. Le plectre est large ;
  - Satsuma biwa (薩摩琵琶?) : à quatre cordes (la – mi – la – si) et quatre frettes, répandu dans la région de Satsuma (Kagoshima), et utilisé pour la récitation épique. Il est d'abord réservé à la classe des guerriers, puis utilisé par les musiciens aveugles ambulants, biwa hoshi (琵琶法師?). Son plectre est le plus large, à la manière d'un éventail et a pu servir d'arme. Il en existe une version à cinq cordes développée au XXe siècle par Tsuruta Kinshi et sa disciple Junko Ueda : tsuruta biwa.

- Période moderne :
  - chikuzen biwa (筑前琵琶?) : à quatre cordes (si – mi – fa# – si) et quatre frettes ou cinq cordes (mi – si – mi – fa# – si) et cinq frettes, utilisé par les femmes, car sa taille est réduite ainsi que son poids. La résonance est accentuée par une table d'harmonie en paulownia. Le plectre est de taille moyenne. Il y a deux écoles : Asahikai et Tachibanakai ;
  - nishiki biwa (錦琵琶?) : à cinq cordes (do – sol – do – sol – sol) et cinq frettes, utilisé par Suitō Kinjō. Son plectre est le même que celui du Satsuma biwa.

## Jeu
Le très large plectre (bachi) en forme d'éventail, en bois très dur, dont l'essence est encore plus rare, est tenu à pleine main. Il a non seulement un rôle mélodique mais aussi rythmique puisqu'il peut mettre en vibration plusieurs cordes successivement. En outre, il a une fonction percussive car on le plaque très souvent de manière violente et sonore contre la table d'harmonie, ce qui produit un son claqué très sec. Il peut aussi être frotté contre les cordes et produire ainsi des effets de crissement intégrés à la musique.
La pression exercée sur les cordes avec les doigts de la main gauche permet d'obtenir une grande palette d'intervalles, et n'est pas limitée aux notes correspondant aux quatre ou cinq frettes par cordes.
Le musicien, en kimono, joue à genoux sur un zabuton, dans la position seiza. L'instrument est soit posé horizontalement sur les genoux, le manche orienté vers la gauche, soit posé en oblique sur les genoux, le manche reposant sur l'épaule gauche. Le joueur peut chanter et jouer en même temps. Comme il n'y a plus que deux ou trois luthiers au Japon, que son jeu est très difficile et son prix exorbitant, le biwa tend à disparaître et n'est plus joué que par une population vieillissante.

## Dans la culture
- Dans le quatorzième jeu vidéo principal de la série Touhou Project, le personnage nommé Benben Tsukumo est un tsukumogami né d'un ancien biwa, et il peut en jouer. Ses attaques sont inspirées de légendes et poèmes tels que « Le son de la cloche de (en) Jetavana » ou encore l'histoire de (en) Hoichi the Earless.